# Szurkos Árpád
Szurkos Árpád (Marosvásárhely, 1932. április 29.– Budapest, 2005. szeptember 13.) erdélyi magyar kémikus, természettudományi szakíró.

## Életútja, munkássága
Középiskoláit szülővárosában, a Református Kollégiumban kezdte s annak utódiskolájában érettségizett (1950). A Bolyai Tudományegyetemen szerzett kémia szakos tanári diplomát (1954), majd a BBTE-n doktori fokozatot. 1954–57 között a Kémia Karon gyakornok volt, 1958–61 között Marosvásárhelyen az OGYI előadója, 1962–90 között a Pedagógiai Főiskola, illetve a Politechnika előadótanára. 1990 után az Unirea Líceumban tanított nyugdíjazásáig.
Szaktanulmányai 1958-tól a Studia Universitatum Babeş et Bolyai, a Revista de Fizică şi Chimie, Revue Roumaine de Chimie szakfolyóiratokban, az 1971-es budapesti alkalmazott fizikai-kémiai konferencia kötetében (Proceedings of the 2nd Conference on Applied Physical Chemistry. Budapest, 1971.) jelentek meg.
Két főiskolai jegyzet (Szerves kémia. I–II. Marosvásárhely, 1969–70; Kémiai kísérletek és feladatok. Marosvásárhely, 1974) szerzője.